# Rhynchosia pyramidalis

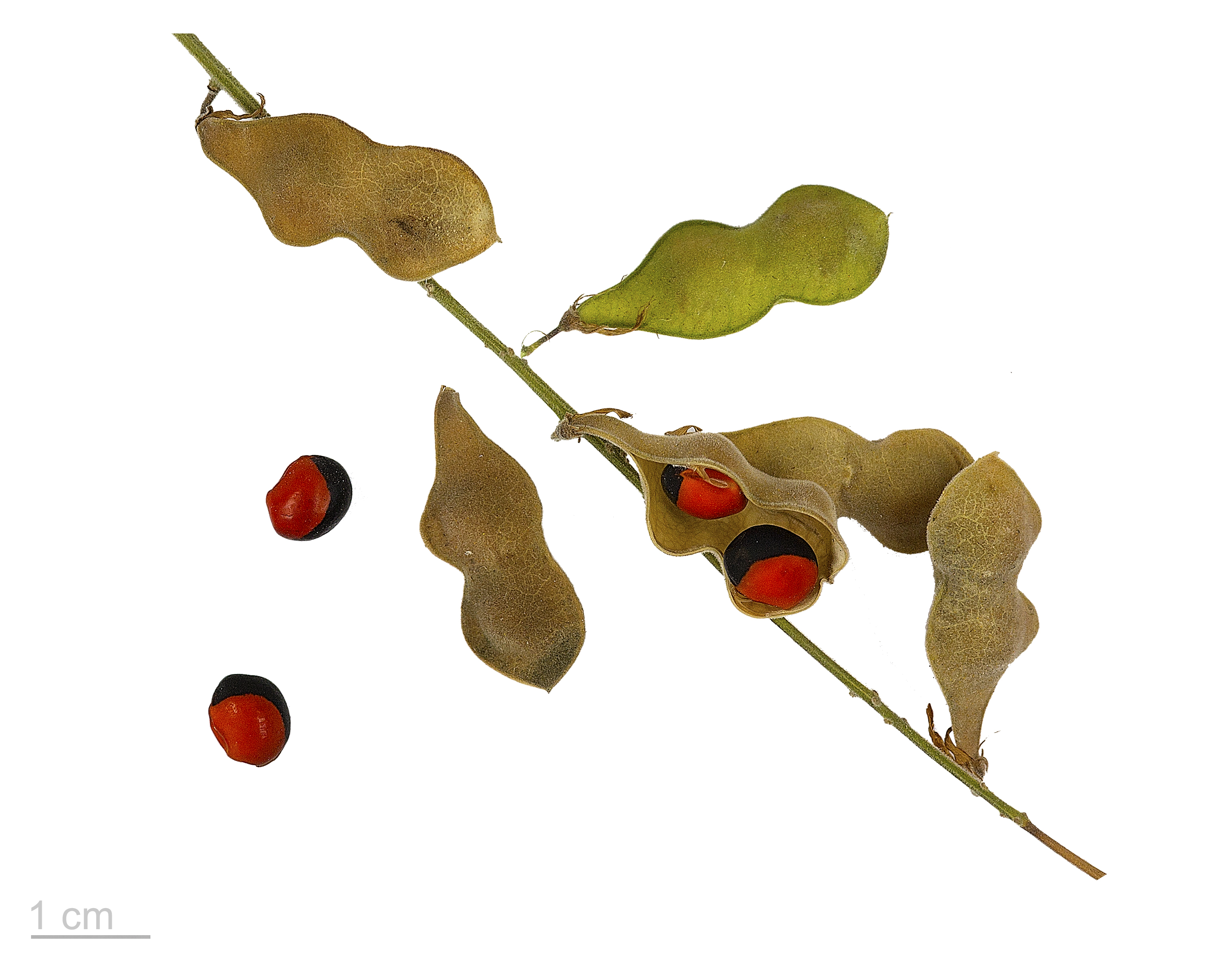
Rhynchosia pyramidalis

Rhynchosia pyramidalis är en ärtväxtart som först beskrevs av Jean-Baptiste de Lamarck, och fick sitt nu gällande namn av Ignatz Urban. Rhynchosia pyramidalis ingår i släktet Rhynchosia och familjen ärtväxter. IUCN kategoriserar arten globalt som livskraftig. Inga underarter finns listade i Catalogue of Life.